# Medeamaterial
Medeamaterial est un opéra en allemand du compositeur français Pascal Dusapin sur des textes d'Heiner Müller. L'œuvre a été représentée pour la première fois en public le 13 mars 1992 à Bruxelles.

## Historique
Medeamaterial est une vision du mythe de Médée écrite par le poète allemand Heiner Müller dans la modernité de la République démocratique allemande et de l'aspiration de la jeune génération à passer à l'Ouest. La création mondiale a été donnée le 13 mars 1992 à La Monnaie de Bruxelles sous la direction de Philippe Herreweghe dans une mise en scène de Jacques Delcuvellerie avec Hilde Heiland (soprano), Michele Patzakis, Zofia Kilanowicz, Marie-Noëlle de Callataÿ, Ralf Popken accompagnés par le Collegium Vocale de Gand et l'orchestre de La Chapelle Royale.
En 1994, le chorégraphe François Raffinot crée Adieu lors du Festival d'Avignon, un spectacle de danse contemporaine sur Medeamaterial. En 2007, la chorégraphe allemande Sasha Waltz crée une autre version pour le Grand Théâtre de Luxembourg.

## Discographie
- Medeamaterial par Hilde Heiland et l'Orchestre de la Chapelle Royale sous la direction de Philippe Herreweghe chez Harmonia mundi, 1998.